# برزکاف
برزکاف (به انگلیسی: Burscough) یک روستا و محله مدنی در بریتانیا است که در وست لانکاشیر واقع شده‌است. برزکاف ۹٬۱۸۲ نفر جمعیت دارد.